# Pseudoformicaleo nubecula
Pseudoformicaleo nubecula is een insect uit de familie van de mierenleeuwen (Myrmeleontidae), die tot de orde netvleugeligen (Neuroptera) behoort. 
Pseudoformicaleo nubecula is voor het eerst wetenschappelijk beschreven door Gerstäcker in 1885.